# The Boring Company
The Boring Company è un'azienda di costruzione di tunnel e di infrastrutture fondata da Elon Musk nel 2016.
Musk ha avviato questo progetto per superare i problemi con il traffico di Los Angeles e le limitazioni dell'attuale rete di trasporto bidimensionale. Fino al dicembre 2018, Musk possedeva il 90% di The Boring Company, con il 6% conferito a SpaceX in cambio della condivisione delle sue risorse in fase di start-up. Investimenti esterni avvenuti nel 2019 hanno modificato la suddivisione del capitale.

## Storia

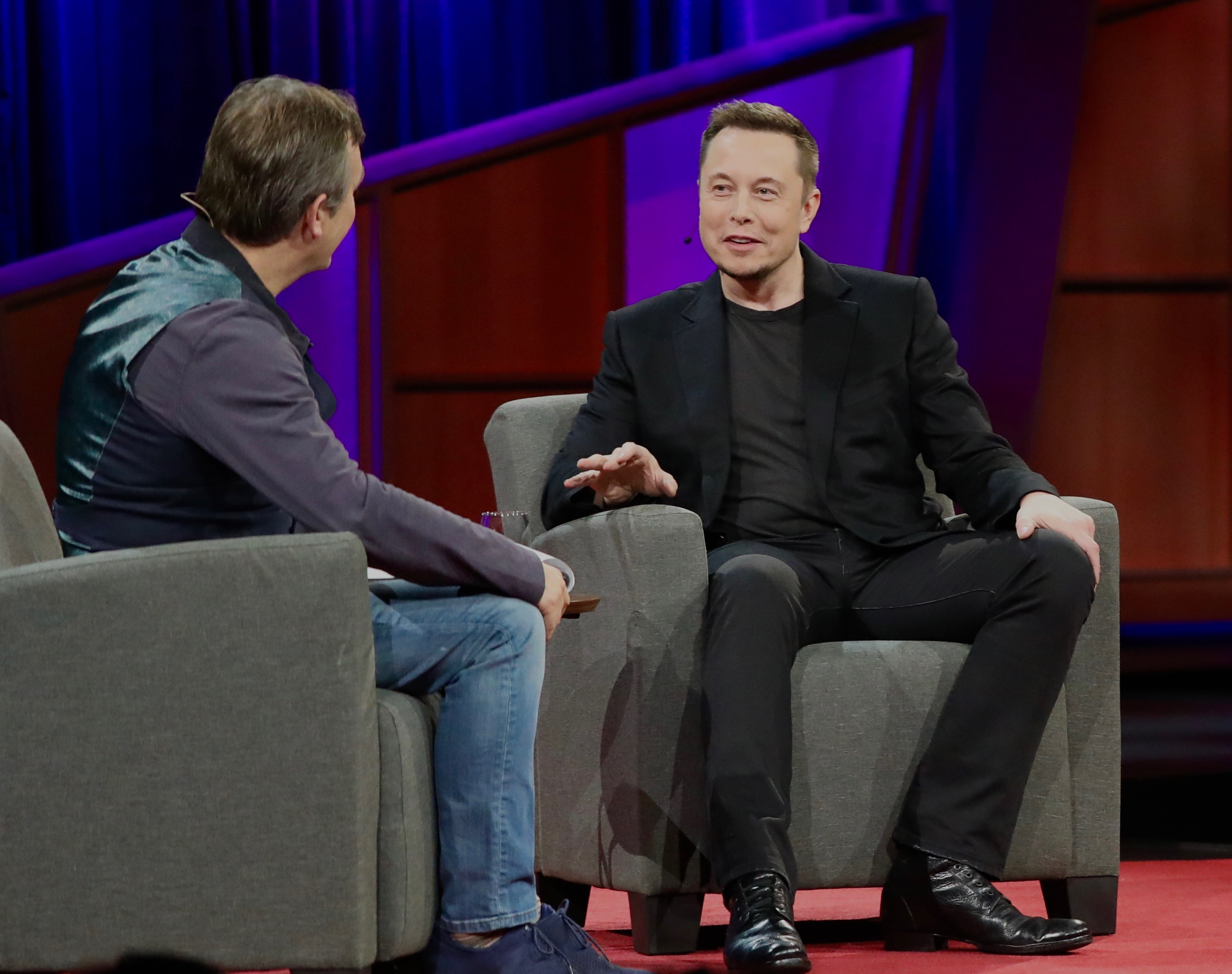
Elon Musk discute di The Boring Company a TED 2017

Elon Musk ha annunciato l'esistenza di The Boring Company a dicembre 2016. A febbraio 2017, l'azienda ha cominciato a scavare un fosso di prova largo 9 metri, lungo 15 metri e profondo 4,6 metri, nei pressi degli uffici di SpaceX a Hawthorne, dato che la costruzione in quel luogo non necessitava di alcun'autorizzazione. Quando, un venerdì pomeriggio, i dipendenti dissero a Musk che sarebbero servite almeno due settimane per spostare le auto dello staff nel posteggio e cominciare a scavare il primo buco, Musk disse "Cominciamo oggi e vediamo quanto grande possiamo scavare un buco da adesso a domenica pomeriggio, lavorando 24 ore al giorno." Più tardi quel giorno, le auto sparirono e c'era un foro in terra.
In un'intervista durante una conferenza TED ad aprile 2017, Musk stimò che il progetto di quest'azienda occupasse il 2–3% del suo tempo, il che fa di questa impresa un hobby.
A marzo 2017, Musk annunciò che ad aprile l'azienda avrebbe cominciato ad usare una fresa meccanica a piena sezione (TBM) per iniziare a scavare un tunnel percorribile dalla sede di SpaceX. Alla fine dell'aprile 2017, una TBM fu vista alla sede di SpaceX con il nome dell'azienda sul lato. A maggio 2017, è stato rivelato che la TBM si chiama Godot, da Aspettando Godot, l'opera teatrale di Beckett. Le prossime TBM prenderanno il nome di poesie, opere teatrali, poeti, e drammaturghi. Musk dice che il primo tragitto creato andrà dall'aeroporto internazionale di Los Angeles (LAX) a Culver City, poi a Santa Monica, e finirà a Westwood. Musk sostiene che il viaggio in tunnel da LAX a Westwood durerà cinque minuti contro l'attuale durata di 45 minuti in condizioni di traffico normale. Questi viaggi saranno eseguiti collocando un'auto in una slitta elettrica che va nel tunnel a 200 chilometri all'ora. A novembre 2017, l'azienda ha compilato una richiesta di permesso con il governo di Los Angeles per costruire un tunnel da Hawthorne lungo la "Interstate 405" a Westwood.
Nel luglio del 2017, Musk disse che The Boring Company aveva ricevuto un'approvazione verbale dal governo per costruire un Hyperloop sottoterra che connette New York, Filadelfia, Baltimora, e Washington. A ottobre 2017, l'azienda ha ottenuto un permesso per la costruzione del tunnel Baltimora-Washington dal dipartimento dei trasporti del Maryland. Questa parte del tunnel - circa 35 miglia (56 km) dalla stazione di Baltimora alla stazione di Washington Union - comincerà vicino a Fort Meade.  Questo permesso dell'ottobre 2017 indicava che la costruzione avrebbe potuto cominciare a gennaio 2018 su due tunnel paralleli dei 20 che andrebbero dalla Route 175 fino al centro di Baltimora terminando vicino a Camden Yards.
L'Hyperloop tra New York e Washington, il quale tragitto tra i due centri città durerà 29 minuti, a detta di Musk, potrebbe venir costruito in concomitanza con il sistema di tunnel di Los Angeles annunciato a maggio. Tra gli altri progetti ci sono un Hyperloop da San Francisco a Los Angeles e un Hyperloop in Texas, in programma in una fase futura.
A luglio 2017, Musk caricò un video che raffigura un test riuscito di un prototipo di ascensore per auto. In ottobre, Musk rivelò che la seconda TBM si chiama Line-storm, dalla poesia di Robert Frost, intitolata “A Line-Storm Song”.

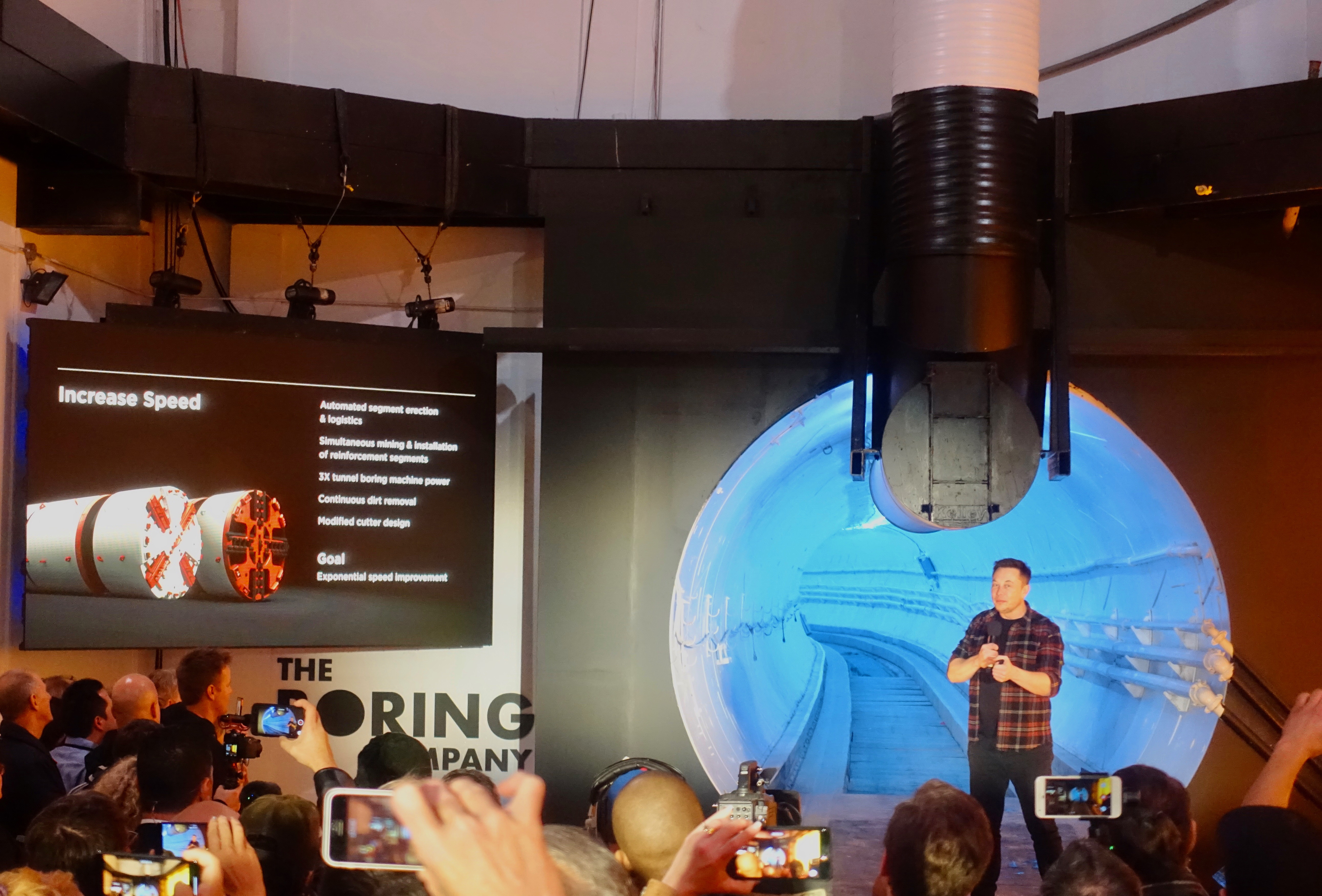
Elon Musk durante l'inaugurazione del tunnel di prova a Hawthorne, in California

A novembre 2017, Musk affermò che The Boring Company avrebbe risposto a una richiesta d'appalto (Request for Quotation, RFQ) da parte della città di Chicago e dal "Chicago Infrastructure Trust", per  "progettare, costruire, finanziare, operare e mantenere un servizio espresso tramite un accordo tra pubblico e privato" dall'aeroporto internazionale di Chicago-O'Hare al centro di Chicago. A marzo 2018, l'azienda è stata selezionata come una delle due finaliste nel concorso.
A marzo 2018, Elon Musk annunciò che l'azienda avrebbe adattato il suo piano per dare la priorità a pedoni e ciclisti rispetto alle auto, che sarebbero prese in considerazione per il trasporto solo dopo che saranno soddisfatte tutte "le esigenze personalizzate del traffico di massa".
A giugno 2018, Chicago ha scelto l'azienda di Musk per fornire trasporti ad alta velocità tra il centro e l'aeroporto. Il contratto definitivo deve ancora essere negoziato.
Nei primi mesi del 2018, The Boring Company si è scissa da SpaceX ed è diventata una corporazione separata. I primi dipendenti hanno ricevuto poco meno del 10% di equity, e Elon Musk il restante 90%. Di conseguenza gli azionisti di SpaceX hanno espresso preoccupazioni che sono seguite dal riassetto del dicembre 2018 dove il 6% di equity di The Boring Company è stato riallocato a SpaceX.
TBC ha dato un aggiornamento sullo stato della loro tecnologia il 18 dicembre 2018 quando hanno aperto al pubblico il primo tunnel lungo un miglio (1,6 km) a Hawthorne, in California.
Verso la fine del 2018, The Boring Company ha completato il design della loro TBM di terza generazione, Prufrock, e comincerà l'assemblaggio nel 2019; sulla carta porterà un miglioramento di 15 volte nella velocità di foratura rispetto all'attuale stato dell'arte del 2017. Prufrock prende il nome da Il canto d'amore di J. Alfred Prufrock di T. S. Eliot.
A gennaio 2019, Musk ha risposto a un parlamentare australiano che chiedeva una stima dei costi di un tunnel di 50 chilometri attraverso le Blue Mountains fino a ovest di Sydney. Musk ha stimato 15 milioni di dollari per chilometro, quindi 750 milioni, più 50 milioni per stazione. Qualche giorno dopo, ha parlato con la direttrice del CERN circa la costruzione dei tunnel per il Future Circular Collider, di 100 chilometri di diametro. Secondo Musk, The Boring Company potrebbe far risparmiare al CERN molti miliardi di euro.
Nel maggio 2019 The Boring Company vinse un progetto di 48,7 milioni di dollari per trasportare la gente avanti e indietro sotto al Las Vegas Convention Center.
Nel luglio 2019, The Boring Company, dopo aver raccolto 113 milioni di dollari in capitale non esterno durante il 2018, autorizzò il primo investimento esterno vendendo $120 milioni di azioni a una serie di aziende di venture capital.

## Macchinari per la foratura
I primi macchinari usati da The Boring Company sono:
- Godot,[12] una fresa meccanica a piena sezione convenzionale, usata per scopi di ricerca.
- Line-storm, un macchinario convenzionale molto modificato, un design ibrido, che fora 2–3 volte più veloce di macchinari prima del 2018.
- Prufrock,[30] or Proof-Rock,[37] un macchinario progettato interamente da Boring Company,[30][36] che si aspetta che sia circa dieci volte più veloce di macchinari convenzionali, e si spera che sarà ancora più veloce, in sviluppo da maggio 2018.[36][37]

## Progetti e proposte per tunnel
The Boring Company ha costruzioni in corso, o piani approvati, almeno in due aree degli Stati Uniti, in coste opposte. Sono anche stati scelti dalla città di Chicago per costruire un loop dal centro all'aeroporto.

### Los Angeles
Ci sono tre progetti di tunnel proposti nell'area di Los Angeles. Un tunnel di prova è stato completato a novembre 2018, una proposta è stata sospesa dopo che sono state presentate cause legali e opposizione, e uno è ancora in corso a novembre 2018.

#### Hawthorne Test Tunnel

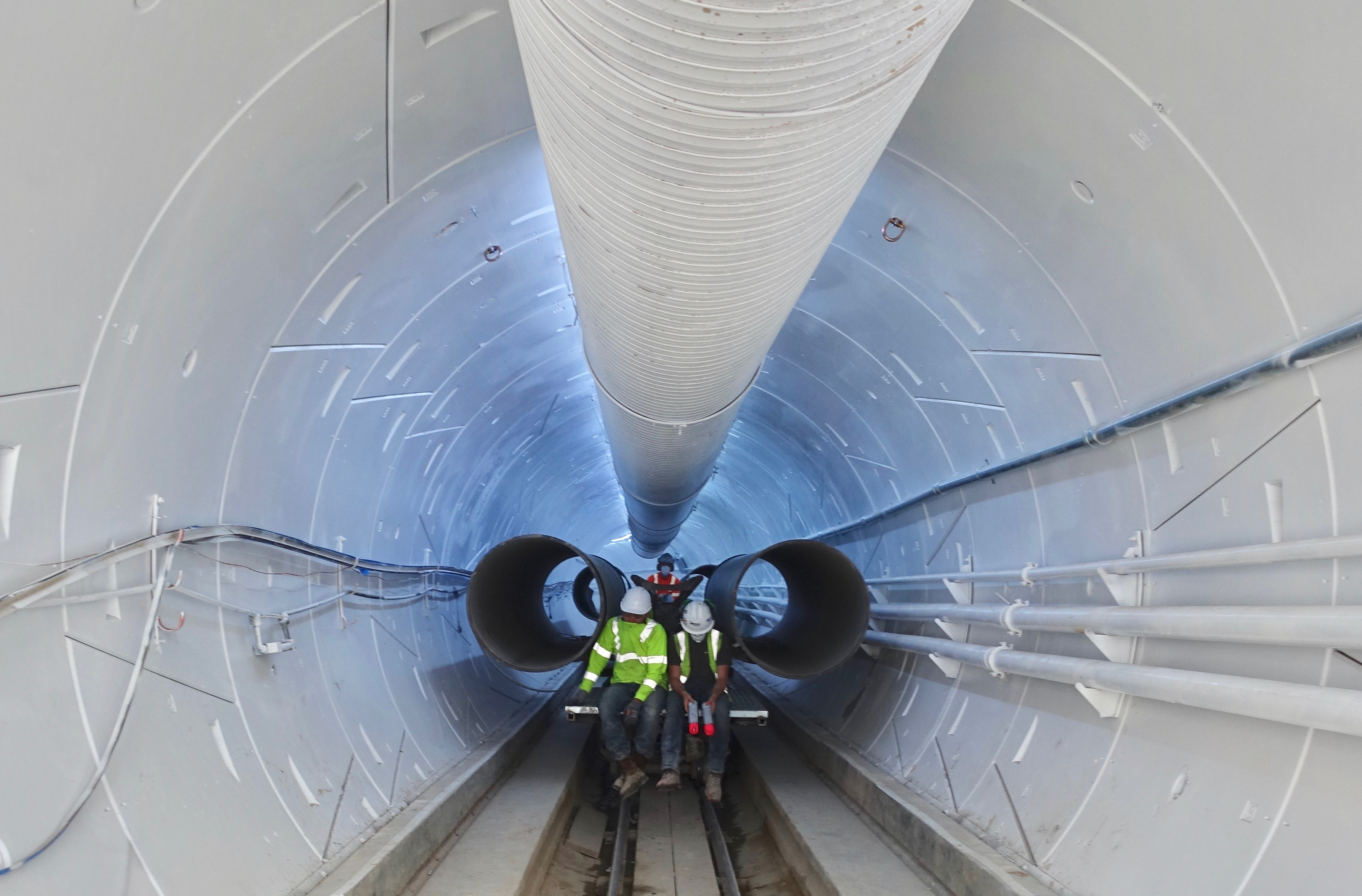
Tunnel costruito a Hawthorne

The Boring Company cominciò nel 2017 a costruire un tunnel ad alta velocità lungo 3,2 km da Hawthorne, in California, vicino alla sede e struttura di produzione di SpaceX, lungo l'autostrada Interstate 405 fino a Westwood.   A maggio 2018, Musk disse che lo scavo del tunnel era stato completato e i lavori finali erano quasi finiti, e che sarebbe stato aperto dopo qualche mese al pubblico, che poteva provarlo gratuitamente, in attesa dell'approvazione. A novembre 2018, l'azienda ha dichiarato che la data di apertura del tunnel sarebbe stata il 10 dicembre 2018. La tariffa di entrata è $1 dopo il primo giorno con l'entrata gratuita. Il 6 dicembre 2018, Elon Musk ha detto via Twitter che la data di apertura sarebbe stata il 18 dicembre 2018.
A settembre 2018, la città di Hawthorne ha dichiarato che è stato proposto un ascensore vicino all'incrocio tra la 120^ strada e Hawthorne Boulevard.  L'ascensore permetterebbe di effettuare test ingegneristici di automobili mosse su "skateboard", a motore spento, con veicolo e passeggero abbassato nel tunnel per prove, con ritorno in superficie all'altro lato del tratto di prova, vicino al complesso di SpaceX.

#### Idea per il tunnel di Westside
A maggio 2018, The Boring Company ha annunciato una prima idea per sviluppare un secondo tunnel nell'area di Los Angeles, un tunnel lungo 4,3 km in un allineamento parallelo all'autostrada Interstate 405 e adiacente a Sepulveda Boulevard a Los Angeles, vicino all'incrocio con la Interstate 10. Avrebbe dovuto essere un singolo tunnel in proprietà privata, e non sarebbe utilizzato per i trasporti pubblici ma per sperimentazione, tra cui feedback pubblico dei clienti per aiutare l'azienda a imparare in modo tale da inviare informazioni migliori e più complete all'ente di controllo dell'ambiente della California per una valutazione di impatto ambientale per il sistema più ampio di tunnel progettati per l'area di Los Angeles.
Nell'evento, sono emerse opposizione pubblica e azioni legali, e a novembre 2018, TBC ha annunciato che avrebbero abbandonato i piani per costruire il tunnel sotto l'autostrada 405 e Sepulveda Boulevard.

#### Dugout Loop
Ad agosto 2018 è stata discussa pubblicamente una proposta di costruzione di un tunnel lungo 5,8 km chiamato "Dugout Loop". Il tunnel si estenderebbe da un punto ancora da determinare in Vermont Avenue (sono state proposte tre possibilità nel documento originale) per terminare al Dodger Stadium. Il progetto sarebbe un accordo pubblico-privato, se approvato e costruito, e ci si aspetta che la costruzione duri 14 mesi
Inoltre ad agosto, la città di Los Angeles ha pubblicato uno studio e una lista di cose da rispettare per l'ambiente per il progetto proposto, che descrive una panoramica del progetto, allineamento, costruzione ed effetti sulla città, insieme a una lista di sedici agenzie pubbliche regolatori della California che supervisionerebbero e autorizzerebbero vari aspetti del progetto.

### Baltimora-Washington
Nel luglio 2017, Musk annunciò dei piani per la costruzione di un tunnel di Hyperloop che connettesse Washington DC e New York City. Affermò inizialmente che il progetto aveva la "approvazione scritta del governo", ma i funzionari del governo contestarono questa affermazione e Musk in seguito mise in chiaro che non c'era un'approvazione formale.
Nel marzo 2018, fu annunciata una via tra il quartiere NoMa di Washington e il centro di Baltimora, in seguito alla Baltimora–Washington Parkway. Il tunnel proposto userebbe il concetto di "Loop", ovvero porterebbe passeggeri o veicoli su "slitte" elettriche.
Nell'aprile 2019, la Federal Highway Administration, un ente legato al Dipartimento dei trasporti, pubblicò una bozza di valutazione di impatto ambientale. Il sistema proposto includerebbe veicoli elettrici autonomi (AEV in inglese), i tunnel arteria, stazioni, condotti di ventilazione e terminali per la ricarica e la manutenzione dei veicoli elettrici. I tunnel principali sono due tunnel gemelli, separati da 9,1 metri e lunghi 56 km; ciascuno dei due ha un diametro di 4,3 m. La profondità del tunnel nel punto più alto supera i 9,1 metri, ma sarà più profondo in alcuni posti.

### Chicago
Un concorso per costruire un collegamento ad alta velocità dal Chicago Loop all'aeroporto di O’Hare (che presto verrà esteso), si è ridotto a due offerenti per marzo 2018. The Boring Company è stata scelta a giugno 2018 e preparerà un contratto da presentare al consiglio comunale di Chicago.
La costruzione sarà interamente finanziata da The Boring Company, che in seguito si occuperà del funzionamento e della manutenzione del raccordo. Il sistema trasporterà passeggeri in vetture elettriche automatizzate capaci di trasportare 16 passeggeri (con rispettivi bagagli) attraverso due tunnel paralleli; viaggeranno dal "Block 37" all'aeroporto in 12 minuti a velocità che raggiungono i 200 km/h fino ai 240 km/h, con partenze ogni 30 secondi.
A fine dicembre, il progetto non era ancora stato approvato, e varie parti politiche si schieravano a favore sia di procedere con l'accordo, sia di posticipare.

### San Jose
A febbraio 2019, Sam Liccardo, sindaco di San Jose, ha dichiarato di aver discusso con The Boring Company di un possibile collegamento tra l'aeroporto internazionale di San Jose e la stazione di San Jose Diridon. Questo collegamento sarebbe un'alternativa a un collegamento tradizionale il cui costo è stato stimato a 800 milioni di dollari.

### Las Vegas

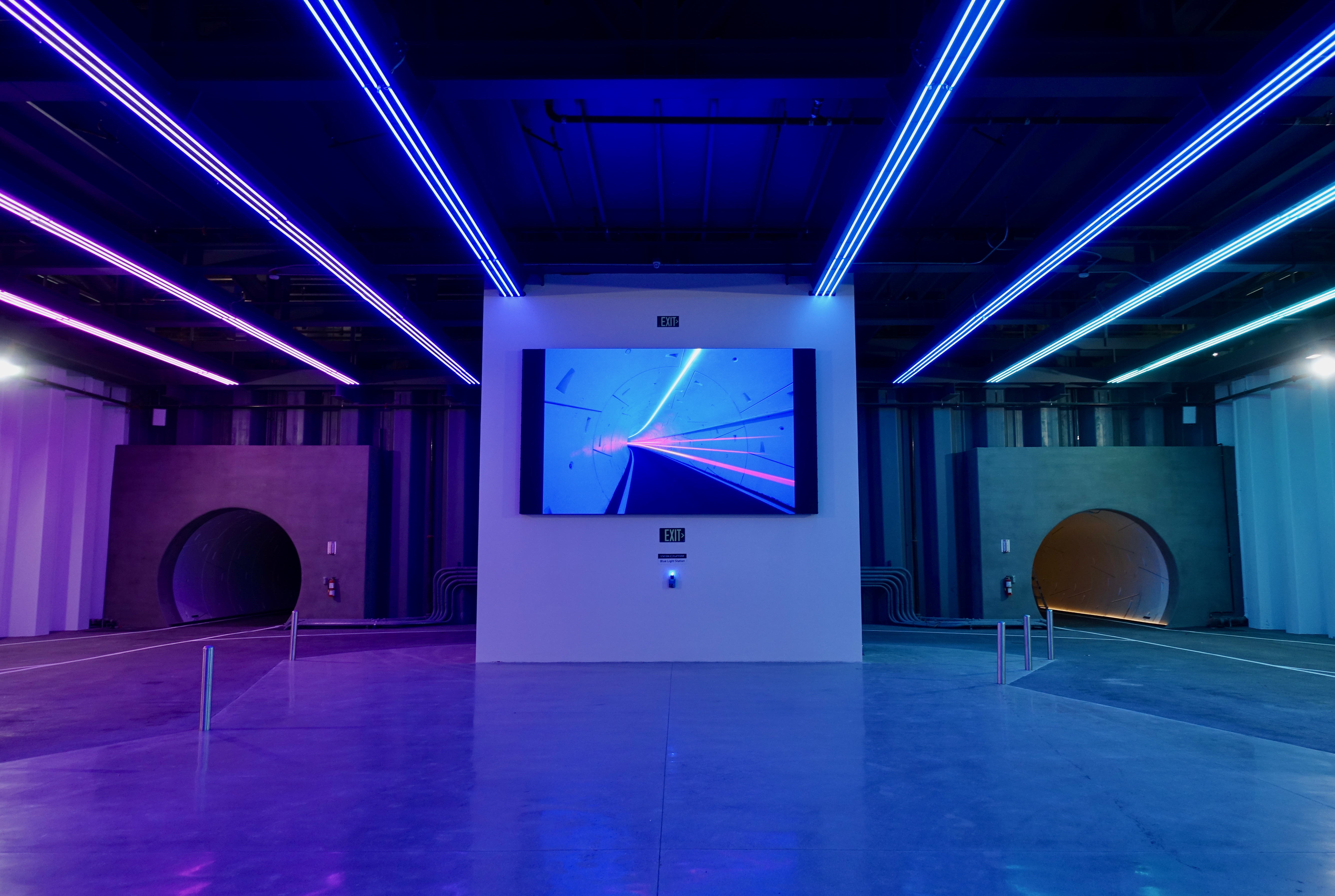

A marzo 2019, la Las Vegas Convention and Visitors Authority ha richiesto a The Boring Company la creazione di un sistema di navette per visitatori del Las Vegas Convention Center (LVCC). Sarà completato nel 2021, e ci sarà la possibilità di un'espansione futura lungo la Strip e fino allo Stadio di Las Vegas e all'aeroporto internazionale di Las Vegas-McCarran.

## Obiettivi futuri
A detta di Musk, l'obiettivo dell'azienda è potenziare la velocità di foratura in maniera tale da rendere economicamente fattibile la creazione di una rete di tunnel.
(Elon Musk)
Gli scavi futuri uniranno l'operazione di foratura al rinforzo del tunnel per ridurre i costi delle operazioni, oltre alla riduzione della dimensione dei tunnel, il riutilizzo di terra per la costruzione, e ulteriori migliorie tecnologiche.
A detta di Steve Jurvetson, membro del CdA di Tesla e SpaceX, i tunnel adibiti a veicoli elettrici hanno dimensioni e complessità ridotte, perciò un minor costo. “L'idea che ritengo sia potente è che se immagini solo veicoli elettrici nei tunnel, non hai bisogno di fare il trattamento dell'aria per il monossido di carbonio, il diossido di carbonio, no? In pratica inquinanti dello scarico. Potresti avere gli scrubber e una varietà di cose più semplici che portano a una dimensione ridotta, che abbassa drasticamente il costo... L'intero concetto di come si fanno i tunnel cambia.”
Musk ha anche accennato alla possibilità che la tecnologia per l'infrastruttura sotterranea potrebbe essere sfruttata per il suo progetto di creare una colonia umana su Marte autosufficiente: "Penso proprio che imparare a scavare tunnel possa esserci utile per Marte. Certamente ci sarà da scavare molto ghiaccio su Marte e da scavare in generale per avere materiali grezzi. Su Marte, sottoterra, puoi costruire molto con la tecnologia giusta. Quindi credo che tra quei campi ci siano punti in comune." "E poi già che ci siamo, costruire un habitat sottoterra può dare radioprotezione... volendo si potrebbe costruire un'intera città sottoterra".

## Marketing e merchandise promozionale
Nel 2018, l'azienda ha cominciato a dedicarsi a varie promozioni di marketing e ha offerto molti tipi di merchandise promozionale ai clienti. Ad oggi, ha offerto cappelli, mattoni, estintori e "lanciafiamme".
L'azienda ha cominciato a vendere al pubblico offrendo 50 000 cappelli e dopo la vendita di questi nel gennaio del 2018, ha cominciato a offrire 20 000 "lanciafiamme" per il preordine. Il "lanciafiamme" di The Boring Company' era una fiamma ossidrica con la forma di un'arma il cui utilizzo è legale in tutti gli Stati Uniti, tranne che nel Maryland. La vendita del lanciafiamme ha attratto critiche, con il politico Miguel Santiago che ha cercato di introdurre una legge che proibisse le vendite dell'oggetto in California. In pochi giorni tutti i 20 000 "lanciafiamme" sono stati venduti, ma dopo che i funzionari doganali hanno detto che non avrebbero accettato alcun oggetto chiamato "lanciafiamme", Elon Musk ha annunciato su Twitter che li avrebbe rinominati "Non-un-lanciafiamme" e di conseguenza ha aggiornato il sito di Boring Company, dove afferma anche che è il "lanciafiamme più sicuro al mondo". Musk ha anche annunciato la vendita dell'estintore che ha descritto "fuori mercato... ma è insieme a un bell'adesivo".
A marzo 2018, Musk ha annunciato su Twitter che l'azienda avrebbe presto lanciato un nuovo tipo di merchandise, che ha descritto come "mattoni fatti di roccia scavata stile LEGO a grandezza naturale che puoi unire assieme per creare edifici e sculture". A ottobre 2018, l'apertura del The Brick Store era in programma a 12003 Prairie Avenue, Hawthorne, adiacente all'uscita del "Boring Test Tunnel".